# Arctic Explorer
El MS Arctic Explorer fue un barco que se hundió frente a St. Anthony, isla de Terranova, en el estrecho de Belle Isle, el 3 de julio de 1981.

## Hundimiento
En el momento de su pérdida, el Arctic Explorer era propiedad de la compañía de Terranova Carino y estaba registrado en el Servicio Geofísico con el propósito de realizar estudios sísmicos en la costa de Labrador para British Petroleum. Partió del puerto de St. Anthony temprano en la mañana del 3 de julio, y alrededor de las 07:40 hora local comenzó a escorar a estribor en el estrecho de Belle Isle, según un superviviente.
Unos minutos después de las 08:00, las estaciones de la Guardia Costera de Canadá en St. Anthony y Comfort Cove escucharon un breve tono de socorro , y la estación de St. Anthony escuchó una alarma automática que normalmente precedería a una llamada de socorro, aunque nunca se escuchó comunicación de voz del Arctic Explorer. La Guardia Costera no investigó las señales. La tripulación abandonó el barco en dos balsas salvavidas (la escora del barco impedía el lanzamiento de botes salvavidas) y 19 de los 32 tripulantes finalmente se refugiaron en una sola balsa intacta.
Como la Guardia Costera no había hecho seguimiento de las señales que recibió, el Arctic Explorer no fue reportado como desaparecido hasta el día siguiente, después de haber perdido tres llamadas de radio programadas con el Servicio Geofísico, que contactó con la Guardia Costera a última hora de la mañana.  Un DHC-5 Buffalo fue enviado desde Summerside, Isla del Príncipe Eduardo, y buscó en el océano cerca de St. Anthony toda la tarde sin resultado.
El 5 de julio, aviones y barcos adicionales de la Guardia Costera llegaron al área para unirse a la búsqueda, y poco después de la medianoche del 6 de julio un avión avistó la balsa salvavidas con sobrevivientes a bordo. El rompehielos Grenfell rescató la balsa y sus ocupantes; más tarde ese día, se localizaron ocho cuerpos, mientras que los cinco tripulantes restantes nunca fueron encontrados. Leyenda William Jack King de Badger's Quay se hundió con el barco.
Una investigación de Transporte Canadá concluyó que la causa del hundimiento probablemente fue la escora a estribor, pero no encontró evidencia directa; más bien, llegó a la conclusión eliminando otras causas posibles y no se encontró la razón por la que se produjo la escora en primer lugar.